# گروه پنج (آهنگسازان)
«گروه پنج» (انگلیسی: The Five؛ روسی: Русская пятёрка؛ معنای تحت‌الفظی روسی: گروه توانمند) که با نام‌های دیگری همچون «حلقهٔ بالاکیرف» (روسی: Бала́киревский кружо́к) و «پنج روس» (روسی: Русская пятёрка)، «پنج توانمند» (انگلیسی: The Mighty Five) یا مکتب جدید روسی  (انگلیسی: New Russian School) شناخته می‌شوند، نام یک گروه از موسیقی‌دانان روسی مشتمل بر ۵ آهنگساز برجسته و بزرگ روسیه در قرن ۱۹ میلادی است که در سن پترزبورگ فعالیت داشتند و تمامی تلاش‌شان ارائهٔ نوعی موسیقی کلاسیک مختص به کشور روسیه بود. اینها نمی‌خواستند موسیقی کلاسیک‌شان، محدود به موسیقی کلاسیک اروپای قدیم باشد و همان روش‌های کهن اروپایی تعلیم موسیقی را پی بگیرند.
این گروه پنج نفره از سال ۱۸۵۶ تا ۱۸۷۰ با یکدیگر مُراوده و همکاری داشتند و شامل «میلی بالاکیرف» (سرپرست گروه)، «سزار کوئی»، «مودست موسورگسکی»، «نیکلای ریمسکی-کورساکف» و «الکساندر برودین» بودند.
گروه پنج خودشان شاخه‌ای از یک جنبشِ روسیِ ملی‌گرایی رمانتیک به همین نام بودند که اهداف هنری مشترک و مشابهی جهت احیاءِ سبک‌های سنتی روسی و اِسلاو داشتند.